# ФК «Крылья Советов» Куйбышев в сезоне 1982
Сезон 1982 — 39-й сезон «Крыльев Советов», в том числе 2-й сезон в третьем по значимости дивизионе СССР. По итогам чемпионата команда заняла 4-е место.

## Чемпионат СССР (вторая лига)

### Турнирная таблица
| Место | Команда                     | И  | В  | Н | П  | Мячи  | О  |
| ----- | --------------------------- | -- | -- | - | -- | ----- | -- |
| 1     | «Локомотив» (Челябинск)     | 32 | 21 | 6 | 5  | 71-29 | 48 |
| 2     | «Рубин» (Казань)            | 32 | 19 | 8 | 5  | 51-28 | 46 |
| 3     | «Торпедо» (Тольятти)        | 32 | 21 | 1 | 10 | 58-34 | 43 |
| 4     | «Крылья Советов» (Куйбышев) | 32 | 16 | 7 | 9  | 40-25 | 39 |
| 5     | «Звезда» (Пермь)            | 32 | 14 | 9 | 9  | 51-32 | 37 |

### Результаты матчей
| 29 апреля 1982 1 тур | «Крылья Советов» (Куйбышев) | 3:2 | «Уралмаш» (Свердловск) |  |

| 02 мая 1982 2 тур | «Крылья Советов» (Куйбышев) | 2:0 | «Уралец» (Нижний Тагил) |  |

| 09 мая 1982 3 тур | «Зенит» (Ижевск) | 1:2 | «Крылья Советов» (Куйбышев) |  |

| 12 мая 1982 4 тур | «Звезда» (Пермь) | 1:0 | «Крылья Советов» (Куйбышев) |  |

| 17 мая 1982 5 тур | «Крылья Советов» (Куйбышев) | 1:0 | «Светотехника» (Саранск) |  |

| 26 мая 1982 7 тур | «Химик» (Дзержинск) | 0:0 | «Крылья Советов» (Куйбышев) |  |

| 29 мая 1982 8 тур | «Волга» (Горький) | 1:1 | «Крылья Советов» (Куйбышев) |  |

| 03 июня 1982 9 тур | «Крылья Советов» (Куйбышев) | 1:2 | «Рубин» (Казань) |  |

| 06 июня 1982 10 тур | «Крылья Советов» (Куйбышев) | 1:1 | «Турбина» (Набережные Челны) |  |

| 12 июня 1982 11 тур | «Крылья Советов» (Куйбышев) | 1:0 | «Торпедо» (Тольятти) |  |

| 04 июля 1982 13 тур | «Дружба» (Йошкар-Ола) | 0:1 | «Крылья Советов» (Куйбышев) |  |

| 07 июля 1982 14 тур | «Сталь» (Чебоксары) | 0:0 | «Крылья Советов» (Куйбышев) |  |

| 11 июля 1982 15 тур | «Крылья Советов» (Куйбышев) | 1:0 | «Газовик» (Оренбург) |  |

| 14 июля 1982 16 тур | «Крылья Советов» (Куйбышев) | 5:1 | «Гастелло» (Уфа) |  |

| 19 июля 1982 17 тур | «Локомотив» (Челябинск) | 2:1 | «Крылья Советов» (Куйбышев) |  |

| 22 июля 1982 18 тур | «Металлург» (Магнитогорск) | 2:1 | «Крылья Советов» (Куйбышев) |  |

| 31 июля 1982 19 тур | «Крылья Советов» (Куйбышев) | 0:1 | «Локомотив» (Челябинск) |  |

| 03 августа 1982 20 тур | «Крылья Советов» (Куйбышев) | 1:0 | «Металлург» (Магнитогорск) |  |

| 09 августа 1982 21 тур | «Газовик» (Оренбург) | 0:1 | «Крылья Советов» (Куйбышев) |  |

| 12 августа 1982 22 тур | «Гастелло» (Уфа) | 1:2 | «Крылья Советов» (Куйбышев) |  |

| 18 августа 1982 23 тур | «Крылья Советов» (Куйбышев) | 1:0 | «Дружба» (Йошкар-Ола) |  |

| 21 августа 1982 24 тур | «Крылья Советов» (Куйбышев) | 6:1 | «Сталь» (Чебоксары) |  |

| 28 августа 1982 25 тур | «Торпедо» (Тольятти) | 2:1 | «Крылья Советов» (Куйбышев) |  |

| 20 сентября 1982 27 тур | «Рубин» (Казань) | 2:1 | «Крылья Советов» (Куйбышев) |  |

| 23 сентября 1982 28 тур | «Турбина» (Набережные Челны) | 1:2 | «Крылья Советов» (Куйбышев) |  |

| 27 сентября 1982 29 тур | «Крылья Советов» (Куйбышев) | 0:0 | «Химик» (Дзержинск) |  |

| 30 сентября 1982 30 тур | «Крылья Советов» (Куйбышев) | 2:0 | «Волга» (Горький) |  |

| 05 октября 1982 31 тур | «Светотехника» (Саранск) | 1:0 | «Крылья Советов» (Куйбышев) |  |

| 12 октября 1982 33 тур | «Крылья Советов» (Куйбышев) | 2:1 | «Зенит» (Ижевск) |  |

| 15 октября 1982 34 тур | «Крылья Советов» (Куйбышев) | 0:0 | «Звезда» (Пермь) |  |

| 20 октября 1982 35 тур | «Уралмаш» (Свердловск) | 0:0 | «Крылья Советов» (Куйбышев) |  |

| 23 октября 1982 36 тур | «Уралец» (Нижний Тагил) | 2:0 | «Крылья Советов» (Куйбышев) |  |